# Parc éolien d'Altamont Pass
Le parc éolien d'Altamont Pass est un parc éolien située en Californie. Avec 4 930 éoliennes, Altamont Pass reste en 2013, le parc éolien ayant le plus grand nombre d'éoliennes[réf. souhaitée]. 

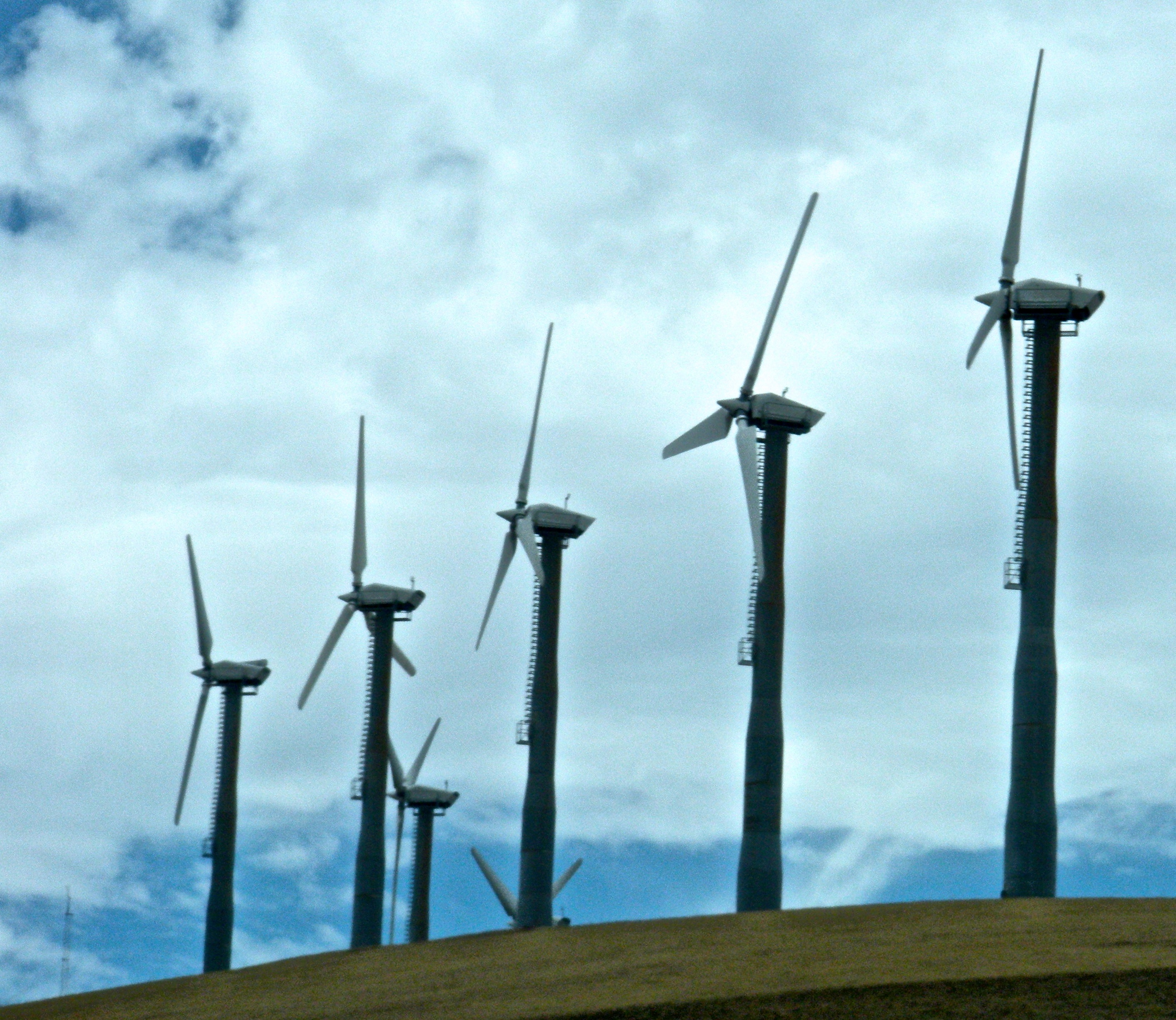
Nouvelles éoliennes en 2008